# Distretto di Kinondoni
Il distretto di Kinondoni o Kinandoni (in swahili Wilaya ya Kinondoni, in inglese Kinondoni District) è il più settentrionale dei tre distretti in cui è suddivisa la città di Dar es Salaam, in Tanzania, situato a circa 5 minuti di automobile dal centro.
Ha una superficie complessiva di 531 km², ed è delimitato a est dall'Oceano Indiano e a nord e a ovest dalla Regione di Pwani. Confina inoltre a nord con la zona residenziale di Mwananyamala, a ovest con Magomeni, a sud con Ada Estate e a est con Msasani.
Al censimento del 2002, la popolazione del distretto ammontava a 1.083.913 persone. Le due etnie originarie di questa zona sono gli Zaramo e i Ndengereko, ma in seguito allo sviluppo di Dar es Salaam Kinondoni è diventata gradualmente una comunità fortemente multietnica.
Il distretto comprende alcune delle zone residenziali più sviluppate di Dar es Salaam, e molti funzionari del governo abitano in questa zona. Vi appartiene tra l'altro la zona di Oyster Bay, dove vivevano gli europei in epoca coloniale. L'area nel suo complesso è comunque eterogenea; alcune zone (per esempio quelle note come Kinondoni Studio, Kinondoni Vijana e Kinondoni Hanna Nassif) hanno infrastrutture peggiori e, per esempio, soffrono periodicamente della mancanza di acqua corrente. Analogamente, le strade principali del distretto (come Kawawa Road, Mwinyi Road, Kinondoni Road e Mwijumaj Road) sono ben asfaltate, mentre altre diventano quasi impraticabili durante la stagione delle piogge. Questa varietà di contesti si riflette anche nel costo delle abitazioni e degli affitti; alcune aree (per esempio Hanna Nassif) si collocano ai livelli minimi nazionali, mentre altre (soprattutto Kinondoni Block 41 e Kinondoni Morocco) raggiungono prezzi che le caratterizzano come aree "esclusive" (con affitti intorno ai 2000 dollari al mese).
Il distretto è collegato al resto della città da diverse linee di autobus, fra cui una che la collega a Mwananyamala e al centro e altre che percorrono Mwinyi Road e Kawawa Road. Dalla penisola di Msasani, che appartiene al distretto, partono collegamenti marittimi con i dhow a motore che portano anche a Bagamoyo.

## Geografia antropica

### Suddivisioni amministrative
Il distretto è suddiviso amministrativamente in 4 divisioni (divisions), 34 circoscrizioni (wards) e 112 sotto-circoscrizioni (sub-wards). Le circoscrizioni sono le seguenti:
- Bunju
- Goba
- Hananasif
- Kawe
- Kibamba
- Kigogo
- Kijitonyama
- Kimara
- Kinondoni
- Kunduchi
- Kwembe
- Mabibo
- Mabwepande
- Magomeni
- Makongo
- Makuburi
- Makumbusho
- Makurumla
- Manzese
- Mbezi
- Mbezi juu
- Mburahati
- Mbweni (Dar es Salaam)
- Mikocheni
- Msasani
- Msigani
- Mwananyamala
- Mzimuni
- Ndugumbi
- Saranga
- Sinza
- Tandale
- Ubungo
- Wazo